# 존 브라운
존 브라운(John Brown, 1800년 5월 9일 ~ 1859년 12월 2일)은 미국의 노예 제도 폐지론자로, 미국의 노예 제도를 철폐하기 위한 방법은 오로지 무장 봉기밖에 없다는 신념을 가졌다. 1856년의 피의 캔자스 사태 당시 브라운은 블랙잭 전투와 오사와토미 전투를 지휘했다. 브라운과 그 추종자들은 포타와토미 군구의 노예 제도 옹호론자 다섯 명을 잡아다 죽였다. 1859년, 브라운은 하퍼즈페리의 연방군 조병창을 습격했다. 조병창에서 무기를 탈취하여 노예들을 무장시키려는 작정이었다. 하지만 공격은 실패했고, 36 시간 만에 브라운 일당은 지역 노예농장주들과 민병대, 로버트 리가 지휘하는 해병대에게 포위당했다. 브라운이 연방군의 포로가 됨으로써 이 사건에 온 나라의 이목이 집중되었고, 남부인들은 이것이 자신들의 생명을 위협할 수 있는 노예 반란을 조장하기 위한 북부인들의 계획의 첫 단계로 여기고 공포에 떨었다. 공화당은 이러한 소문을 일축하고, 남부의 노예제도에 대해 간섭하지 않겠다는 종래 입장을 고수했다.
하퍼즈페리에서 벌어진 브라운의 흑인 노예 해방운동은 미국 전체를 흥분시켰다. 브라운은 버지니아 주정부에 대한 반역죄, 다섯 명의 남성에 대한 살인죄, 노예들의 반란을 선동한 죄로 재판에 회부되었다. 상기 모든 사항에서 브라운은 유죄를 선고받고 목매달려 죽었다. 남부인들은 브라운의 봉기는 빙산의 일각에 불과하며 노예제를 폐지하기 원하는 공화당의 의사를 반영한 것이라고 주장했다. 노예 제도를 옹호하는 파당에 대한 평화적 저항을 고수한 다른 북부인들과 달리, 브라운은 평화적 저항은 효과가 없으며 억압적인 노예 제도를 말살하는 길은 오로지 폭력 혁명밖에 없다고 판단했다. 그는 자신이 노예를 소유하는 죄를 범한 자들에 대한 신의 분노를 대행하는 도구라고 믿었다.
역사학자들은 존 브라운이 미국 남북전쟁의 시작에 중요한 역할을 했음에 동의하고 있다. 데이비드 포터는 브라운의 조병창 습격사건으로 야기된 감정적 효과가 링컨-더글러스 논쟁의 철학적 효과보다 훨씬 영향력이 컸으며, 브라운의 습격이 남부와 북부 사이의 뿌리깊은 골을 수면 위로 드러냈다고 말한다. 브루스 올즈 등 몇몇 저자들은 브라운을 편집증적인 광신자라고 폄하했지만, 이와 상반되는 평가를 하는 사람도 많다. 스티븐 B. 오츠는 “그 세대에서 가장 통찰력 있었던 인간들 중 한 명”이라고 평가했다. 데이비드 S. 레이놀즈는 브라운을 “노예제도를 죽이고, 남북전쟁의 불씨를 댕겼으며, 시민 인권의 종자를 뿌렸다”라고 극찬했고, 리처드 오웬 보이어는 “다른 수백만 미국인을 자유롭게 만들기 위해 자기 한 목숨을 내놓은 미국인”이라고 강조했다. 〈존 브라운의 시체〉라는 노래에서 브라운은 영웅적인 순교자로 묘사되었는데, 이 노래는 남북전쟁 당시 북부연방군의 군가로 애창되었다.
남북전쟁 발발 이전에 브라운이 노예 제도 폐지론자로서 취한 행동 및 그가 채택한 전략으로 인해 브라운은 현재까지도 매우 논쟁적인 인물이다. 선견지명이 있는 영웅적 순교자로 기념되는가 하면, 미치광이 테러리스트로 비난받기도 한다. 역사학자들은 브라운을 ‘최초의 미국 국내 테러리스트’라고 평가해야할지에 대해 논쟁을 이어가고 있는데, 많은 학자들은 ‘테러리스트’라는 단어는 브라운을 설명하기에 적절하지 못하다고 판단하고 있다.

## 생애

### 어린 시절

#### 성장과정
존 브라운은 1800년 5월 9일에 코네티컷주 토링턴에서 태어났다. 브라운은 케이스 웨스턴 리저브 대학교 설립자 오웬 브라운(1771년 2월 16일 ~ 1856년 5월 8일)과 루스 밀스(1772년 1월 25일 ~ 1808년 12월 9일) 부부 슬하의 여덟 아이 중 넷째였으며, 존 브라운 대위(1728년 ~ 1776년)의 손자였다. 브라운의 조상 가계는 17세기 잉글랜드의 청교도들에게까지 거슬러 올라간다.
1805년, 브라운 가족은 오하이오주의 허드슨으로 이사를 갔으며, 거기서 오웬 브라운은 무두장이 일을 했다. 브라운의 아버지는 오버린 대학교 설립 초기의 후원자가 되었다. 브라운은 1840년대에 회중 교회에서 탈퇴하고, 이후 그 어떤 다른 교회에도 가지 않았다. 하지만 브라운과 그 아버지 오웬 모두 상당히 개인의 올바름을 추구하는 데 집중하는, 당대의 관례적인 복음주의 기독교 신자였다. 브라운 개인의 종교적 신념은 브라운 가문 전문가 클래런스 기 목사의 문서에 잘 정리되어 있으며, 해당 문서는 현재 오하이오주 허드슨의 박물관 및 역사학회에서 보관하고 있다. 제시 R. 그랜트라는 견습공이 브라운의 아버지 밑에서 피혁 무두질 일을 배우고 있었는데, 바로 율리시스 그랜트의 아버지이다.

#### 학업과 장사
16세가 되자 존 브라운은 가족들 곁을 떠나 메사추세스 주 플레인필드로 가서 대학 입학 준비 프로그램에 등록했다. 얼마 있지 않아 브라운은 코네티컷주의 리치필드에 있는 모리스 아카데미에 전입했다. 그는 회중교회 목사가 되고 싶었으나, 돈이 떨어지고 안질까지 앓게 되자 학업을 중단하고 오하이오로 돌아갔다. 허드슨으로 돌아간 브라운은 잠시 아버지의 피혁 공장에서 일하다가, 의붓동생과 함께 읍내 밖으로 나가 자기 공장을 열고 성공을 거두었다.

#### 결혼
1820년, 브라운은 Dianthe Lusk와 결혼했다. 13개월 뒤에 첫 아이인 존 주니어가 태어났다. 1825년에 브라운과 가족은 펜실베이니아주 뉴리치먼드에 땅 200 에이커(81 헥타르)를 사서 그리로 이사했다. 사들인 땅의 8분의 1을 정리하여 오두막, 헛간, 무두질 공장을 지었다. 이 존 브라운 피혁공장 소재지는 1978년에 국가사적지로 등록되었다. 그해 동안 공장은 15명의 직원을 더 고용했다. 브라운은 피혁 공장 외에도 소 방목이나 측량으로도 돈을 벌었다. 우체국과 학교를 짓는 것을 도와 지역발전에도 기여했다. 이 때 브라운은 동부 오하이오에서 온 친척 세스 톰슨과 함께 주(州; state)간(間) 목축 및 피혁 사업을 했다.

### 파산
1831년, 아들 중 하나가 죽었다. 브라운도 병이 들었고, 사업도 기울기 시작하여 엄청난 빚을 떠안았다. 갓난아들이 죽고 얼마 되지 않은 1832년 여름, 아내가 죽었다. 브라운은 1833년 6월 14일에 펜실베이니아 미드빌 출신이었던 당시 16세의 매리앤 데이(1817년 4월 15일 ~ 1884년 5월 1일)와 재혼했다. 브라운은 전처와의 사이에 7명의 자식을 두었으며, 재혼한 아내와의 사이에는 아이가 13명 있었다.
1836년, 브라운은 가족과 함께 오하이오주 프랭클린밀스(현재 지명은 켄트)로 이사갔다. 빚을 내서 땅을 샀고, 제나스 켄트라는 자와 함께 카이어호거 강 옆에서 피혁 공장을 운영했다. 1839년, 1837년 공황을 능가하는 경제 위기가 서부 일대를 덮쳤고, 이로 인해 브라운은 상당한 재산 손실을 입었다. 오하이오 주의 다량 대출 경향으로 인해 브라운 같은 사업가들은 신용과 주 채권을 너무 많이 신탁했고, 이로 인해 비싼 값을 치러야 했다. 한번은 브라운이 농장의 소유권을 지키려고 새 주인의 요구를 무시한 채 농장을 점거하다 거의 감옥에 갈 뻔하기도 했다. 당대 비슷한 출신배경을 가진 다른 완고한 남성들처럼, 브라운은 빛더미에서 탈출하기 위해 여러 가지 사업을 시도했다. 무두질과 소 방목에 이어 말과 양도 키워 보았다.
1837년에 엘리야 러브조이가 살해당하자 브라운은 “나 여기, 하나님을 마주하고, 이 증인분들의 앞에서 맹세하노니, 이 시간 이후 노예 제도의 파괴를 위해 내 한 목숨 바치리라!”라고 천명했다. 1842년 9월 28일, 연방법원은 브라운의 파산을 선고했다. 1843년에는 아이들 중 네 명이 이질로 죽었다.

### 메사추세츠

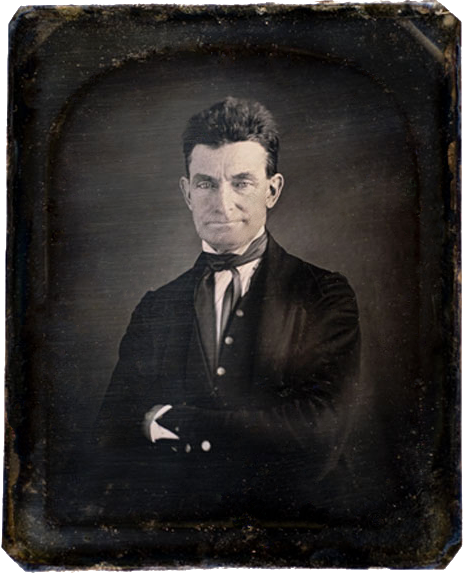
1846년경, 메사추세스 주 스프링필드에서 촬영한 브라운의 사진.

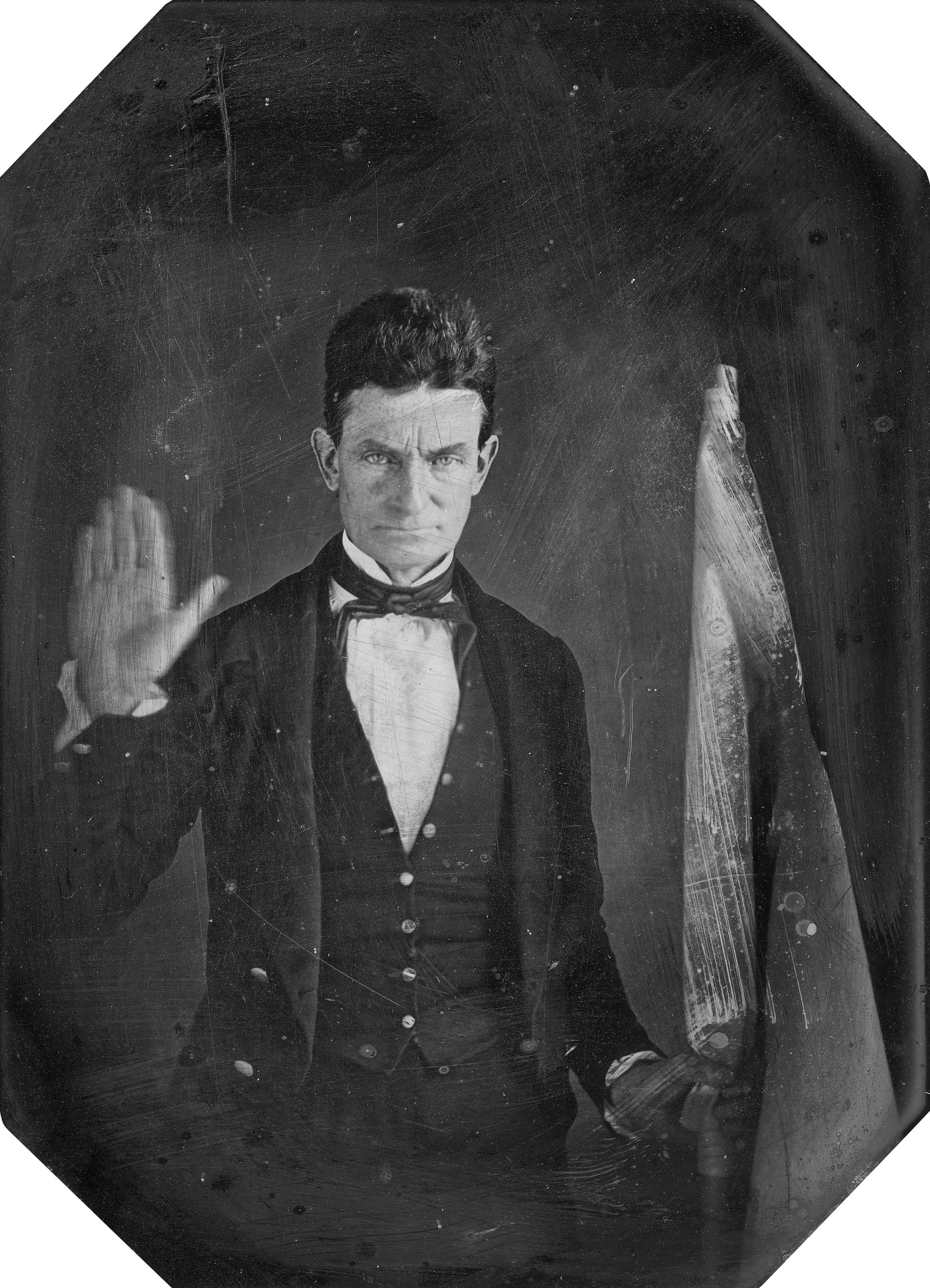
1846년, 스프링필드에서 무장 지하철도 세력 Subterranean Pass Way의 깃발을 들고 사진을 찍은 존 브라운.

1846년, 브라운과 그 사업 동업자 사이먼 퍼킨스는 사상적으로 전향적인 도시인 메사추세스 주 스프링필드 시로 갔다. 스프링필드에서 브라운은 상위 계급 백인들―영향력 있는 교회 사제, 부유한 사업가, 유명한 정치인, 지역 법률가, 영향력 있는 신문의 발행인 등―이 관여하고 있으며, 정서적으로 노예 제도 반대하는 운동을 하는 단체를 발견한다. 브라운과 퍼킨스의 본래 의도는 지역의 양모 제조업자들의 이해관계와 배치되는 코네티컷 강 계곡의 목양업자들의 이해관계를 대변하기 위한 것이었다. 때문에 브라운과 퍼킨스는 양모산업 위원회 활동을 했다. 스프링필드에서 지내는 동안 브라운은 프랭클린 거리 51번지의 집에 머물렀다.

### 자유교회
브라운이 스프링필드에 도착하기 수 년 전인 1844년에, 스프링필드의 흑인 노예 제도 폐지론자들이 ‘자유 교회’(Free Church, 현 세인트 존스 회중 교회)를 설립했으며, 이 교회는 미국에서 가장 유명한 노예 제도 폐지론 강단이 되었다. 1846년부터, 스프링필드를 떠나는 1850년까지 존 브라운은 자유 교회 교구 주민이었으며, 이 교회에서 프레더릭 더글러스와 소저너 트루스의 노예 제도 폐지론 강의를 들었다. 스프링필드 시절의 브라운은 도시를 노예 제도 폐지론의 중심지이자 가장 안전한 지하 철도 종점으로 만드는 데 깊이 관여했음이 확실하다. 당시 존 브라운의 성서가 아직도 스프링필드의 세인트 존스 회중 교회에 전시되어 있으며, 해당 교회는 현재까지 미국 북동부에서 가장 영향력 있는 흑인 교회 중 하나이다.

### 토론
1847년, 유명한 흑인 노예 제도 폐지론자인 프레더릭 더글러스가 ‘자유 교회’에서 연설한 뒤 존 브라운과 하룻밤 동안 이야기를 나누었다. 후에 더글러스는 다음과 같이 썼다. “당시 노예 제도에 반대하여 계속 글을 쓰고 연설을 해왔던 나는, 1847년에 메사추세스의 스프링필드에서 존 브라운과 하룻밤을 같이 보낸 이후, 나는 노예 제도의 평화적 폐지에 대한 희망이 아무래도 줄어들어 버렸다. 내 말은 점점 더 그 남자가 남긴 강렬한 인상의 색깔로 물들어 갔다.”

### 뉴욕

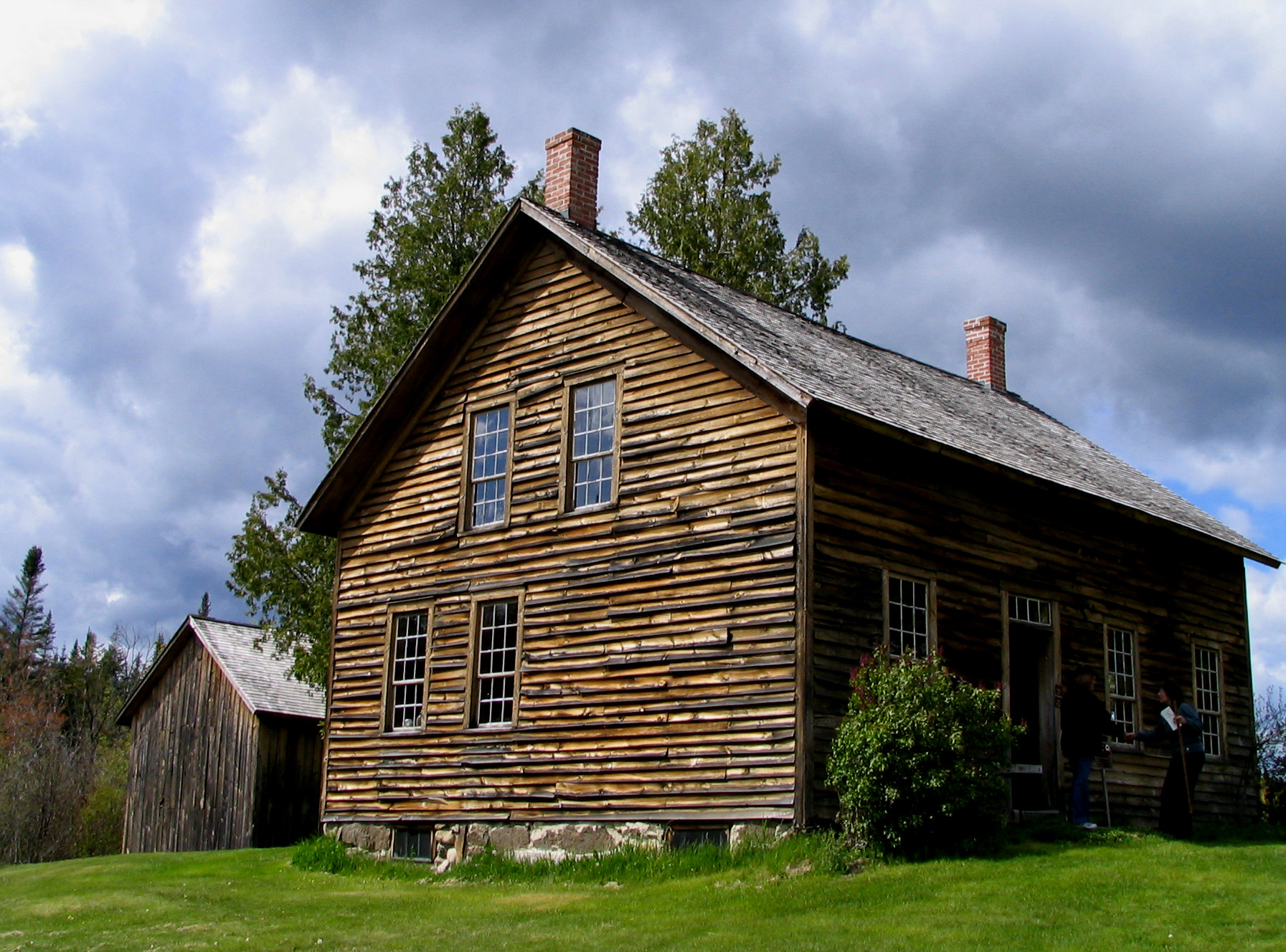
뉴욕주 노스엘바에 소재한 존 브라운의 농장.

1848년, 브라운은 게릿 스미스가 애디론댁의 땅을 내서 가난한 흑인들을 도와주고 있다는 소식을 듣고, 자신도 그리로 가기로 했다. 그는 노스엘바 근처(레이크플레시드 부근)에 에이커당 1달러 가격으로 땅을 사서 2년동안 거기서 지냈다. 후일 브라운이 처형된 뒤 그 아내가 시신을 매장한 곳이 여기이다. 1895년까지 농장은 뉴욕주 정부가 소유하고 있었다. 존 브라운의 농장 및 분묘지는 현재 미국 역사기념물로 지정되어 있다.

### 캔자스
1855년, 브라운은 캔자스 준주에 있던 장성한 아들들에게서 노예제 옹호파가 공격적 양태를 보이고 있으며, 가족들이 만약의 공격에 무방비 상태라는 소식을 전해들었다. 노예제 옹호파당에 맞서고 가족을 지키기로 결심한 브라운은 캔자스로 떠났다. 그 길에 사위와 함께 여러 군데에 들러 돈과 무기를 모았는데, 뉴욕 《트리뷴》에 따르면, 브라운은 1855년 뉴욕주 올버니에 들러 노예제 반대 집회에 참여하기도 했다. 자유주를 대표하여 폭력적 행동을 지원하는 것이 초래할 수 있는 결과에 대한 집행위원회의 논쟁이 뒤따랐지만, 브라운은 여러 사람들에게 개인 자격으로 약간의 기금을 걷을 수 있었다. 서쪽으로 계속 이동하던 브라운은 자신의 고향 주인 오하이오에서 보다 전투적인 지원을 받을 수 있었는데, 특히 그가 자란 곳이자 극렬한 노예제 반대 지역이었던 서부 보류지에서 큰 도움을 받았다.

#### 포타와토미
브라운과 자유 정착민들은 쉬이 캔자스를 자유주로서 연방에 가입시킬 수 있을 것이라고 낙관했다. 하지만 1855년 말에서 1856년 초에 걸쳐, 노예제 옹호파들이 캔자스를 노예주로 만들기 위해 무력수단을 동원할 것이 명약관화해졌다. 브라운은 당시 “보더 러피안”이라고 알려진 노예제 옹호자들이 분명히 테러, 사기, 치명적 공격을 아젠다로 삼을 것이라고 믿었다. 겨울눈이 녹은 뒤인 1856년, 노예 제도 옹호파 운동가들이 캔자스를 자기들 방식대로 하기 위한 조직적 운동에 들어갔다. 1856년 5월, 보안관이 주도한 패거리가 신문사 사무실과 호텔을 파괴한 로렌스 약탈 사건이 일어났고, 브라운은 이 사건에 상당한 영향을 받았다. 당시 죽은 사람은 보더 러피안 한 명 뿐이었다. 또한 노예제 반대파 상원의원 찰스 섬너가 프레스턴 브룩스에게 피습을 당한 사건 역시 브라운의 분노를 부채질했다. 폭력 행사에는 노예제 옹호파 언론의 찬사가 뒤따랐다. 《무단 주권》(Squatter Sovereign)지의 벤자민 프랭클린 스트링펠로우 같은 자는 노예제 옹호파의 무력행위는 “북부의 침공을 단호히 격퇴하였으며, 캔자스를 노예주로 만들 것이다. 설사 우리의 강이 죽은 자들의 피로 뒤덮이고, 노예 제도 폐지론자들의 시체가 너무 많이 쌓여 질병이 만연한다 할지라도, 우리는 결코 우리의 목적을 단념치 않을 것이다”라고 선언했다. 브라운은 노예제 옹호파들의 폭력적 행위 뿐 아니라, 이에 대한 노예제 반대파와 자유 정착민들의 소극적인 대응에도 격분하였다. 브라운은 후자를 더러 “비겁자, 또는 그 이하”라고 힐난했다.

### 아버지의 죽음
전기작가 루이스 A. 드카로 주니어는 브라운이 경애하던 아버지 오웬이 1856년 5월 8일에 사망했으며, 서신을 살펴보면 존 브라운과 그 가족이 이때쯤 그 소식을 알게 되었을 것이라고 한다. 아버지의 죽음에, 노예제 지지파의 전면적 공세가 로렌스 약탈의 형태로 나타나자 자식들과 다른 자유주 정착민들의 복지에 대한 염려까지 겹쳐 브라운의 감정적 침체가 심화되었다. 브라운은 자기 집 주변에 캠프를 친 “깡패”들을 감시한 결과 자신의 가족이 공격 대상으로 정해졌다는 것을 알게 되었으며, 인근의 노예제 옹호파 정착민들이 모여서 무장 세력을 지원했다는, 아마도 믿을 만한 정보를 입수하게 된 것으로 보인다. 이러한 위협을 언급한 것은 아마 살인의 정당화를 위한 것으로 생각된다. 자유주 지도자 찰스 로빈슨은 다음과 같이 말했다. “양 파벌 사이의 그러한 협박들이 캔자스 땅 전체에 6월의 블루베리마냥 만발했던 데다, 사람들이 그것을 바람 한 점보다 하챦게 여겼음이 알려져 있는 바, 협박을 했건 안 했건 모든 노예제 옹호파들을 오밤중에 암살한 것은 정당하다 하기 어려울 것이다…. 캔자스에서 그러한 위협을 가한 이들을 모조리 죽인다면, 그 시체들을 묻어줄 사람조차 남지 않을 것이다.”

### 노예제 옹호파 살인
노예제 옹호파라고 곧 노예 소유자라는 법은 없었지만, 도일 가문 사람들(희생자 중 세 명)은 캔자스에 정착하기 전에 노예 사냥꾼으로 활동한 전력이 있었다. 샐먼 브라운에 의하면, 도일 가문을 포위했을 때, 마할라 도일이 남편의 “말썽devilment”으로 인해 이런 공격을 받게 되었다고 인정했다고 한다. 다만 이 증언은 브라운 가문 측의 공격이 생존을 위협받음으로 인한 것이었음을 강조하려는 의도가 있음에 유의해야 한다. 잠시 후, 1856년 5월 24일 오후 10시 정각, 그들은 다섯 명의 노예제 옹호파 정착민―제임스 도일, 윌리엄 도일, 드루리 도일, 알렌 윌킨슨, 윌리엄 셔먼―을 포타와토미 골짜기의 오두막집에서 끌어내어 브로드 소드로 쳐죽였다. 후일 존 브라운은 자신은 살인을 방조하기는 했으나, 살인 자체에 연루되지는 않았다고 주장했다.

#### 팔미라
헨리 페이트 대위가 이끄는 미주리 인들이 브라운의 집을 파괴하고 브라운의 아들 존과 제이슨을 잡아갔다. 6월 2일, 존 브라운과 그 추종자 아홉 명, 그리고 지역 주민 스무 명은 캔자스주 팔미라의 정착지를 페이트의 공격에서 방어해내는 데 성공했다. 페이트와 그 부하 스물 두 명은 포로로 잡혔다. 포로로 잡힌 이들은 브라운의 캠프로 끌려갔다. 브라운은 페이트와 부하들을 풀어주는 대가로, 그들이 잡아간 자신의 두 아들을 풀어주겠다는 약속에 서명하도록 강요했다. 브라운은 에드윈 섬너 대령에게 페이트를 되돌려보냈지만, 자기 아들들의 석방은 9월까지 연기되었다는 소식을 알게 되자 분노했다.

#### 오사와토미
8월이 되자 존 W. 레이드 소장의 지휘하에 있는, 300여 명 이상의 미주리 군 1개 중대가 캔자스로 건너와 자유주 정착민들의 정착지를 파괴하기 위해 오사와토미로 향했다. 오사와토미의 정착지를 파괴한 뒤에는 토피카와 로렌스로 계속 행군할 작정이었다.
1856년 8월 30일 아침, 그들은 오사와토미 교외에서 브라운의 아들 프레드릭과 브라운의 이웃 데이비드 게리슨을 사살했다. 수적으로 거의 7대 1로 불리한 상황에 놓였던 브라운은 길을 따라서 자연 엄폐물 뒤에 부하 38명을 배치했다. 엄폐 사격으로 그들은 레이드의 부하 최소 20명을 사살하고 40명 이상에게 부상을 입혔다. 레이드는 부대를 재정비하여 부하들에게 말에서 내려 숲 속으로 돌격하라고 명령했다. 브라운과 그 무리는 흩어져서 마뤼데신 강을 건너 도망쳤다. 후퇴하는 와중에 브라운 측의 사람 한 명이 사살되고 네 명이 포로로 잡혔다. 브라운과 생존자들이 숲속에 숨는 동안, 미주리 군이 오사와토미를 약탈하고 불태웠다. 전투 자체에서는 패배했지만, 압도적인 수의 적 앞에서 보인 용기와 군사적 상황판단력으로 인해 브라운은 전국구적 관심을 받고, 북부 노예제도 폐지론자들의 영웅이 되었다. 이 사건으로 브라운은 “오사와토미 브라운”이라는 별명을 얻게 되었다.
9월 7일, 브라운은 자유주 지도자들을 만나 공격에 대비한 요새화를 돕기 위해 로렌스로 향했다. 최조 2700 명의 노예제 옹호파 미주리인들이 다시 캔자스로 쳐들어왔다. 9월 14일, 로렌스 근교에서 소규모 접전이 있었다. 브라운은 전투를 대비했으나, 캔자스의 새 주지사 존 W. 기어리가 전쟁을 벌이고 있던 양 파당에게 무장 해제 및 해체를 명령하고 사면을 제안함으로써 심각한 폭력사태는 피할 수 있었다. 브라운은 이 깨지기 쉬운 평화를 이용하여 아들 셋과 함께 캔자스를 떠나, 후원자들에게서 돈을 모으기 위해 북부로 갔다.

### 말년

#### 힘을 모으다
1856년 11월에 브라운은 동부로 돌아가서 2년 동안 뉴잉글랜드에서 돈을 모으면서 지냈다. 가장 먼저 브라운은 저명하고 부유한 상인 조지 워커의 추천을 받아 스프링필드로 돌아가 거기서 기부금을 받았다. 조지 워커는 메사추세스 주 캔자스 위원회 간사 프랭클린 벤자민 샌본과 처남매부지간이었다. 샌본은 1857년 1월 동안 브라운을 보스턴 일대의 영향력 있는 노예 제도 폐지론자들에게 소개시켜 주었다. 보스턴의 유명 상인 아모드 애덤스 로렌스도 비밀리에 브라운에게 거액의 현금을 건넸다. 윌리엄 로이드 게리슨, 토머스 왼트워스 히긴슨, 시어도어 파커, 조지 루터 스티언스, 새뮤얼 그리들리 하우 역시 브라운을 지원했다. 여섯 명의 부유한 노예 제도 폐지론자―샌본, 히긴슨, 파커, 스티언스, 하우, 게릿 스미스―는 브라운의 반노예제 활동을 재정적으로 지원하는 데 합의했다. 그들은 결과적으로 하퍼즈페리 습격의 금전적 부분을 대부분 지원한 모양새가 되었는데, 때문에 후일 비밀의 6인이라고 불리게 되었다. 브라운은 그들에게 “묻지도 따지지도 말고” 도움을 줄 것을 요청하곤 했기 때문에, 이 여섯 사람이 브라운의 계획을 어디까지 알고 있었는지는 현재까지도 불확실하다.
1858년 1월 7일, 메사추세스 위원회는 아이오와주 타보르에 저장되어 있던 샤프 라이플 200 정과 탄약을 지원하기로 약속했다. 3월이 되자 브라운은 코네티컷주 콜린스빌의 찰스 블레어와 접선하여 파이크 1천 자루를 받기로 계약했다.

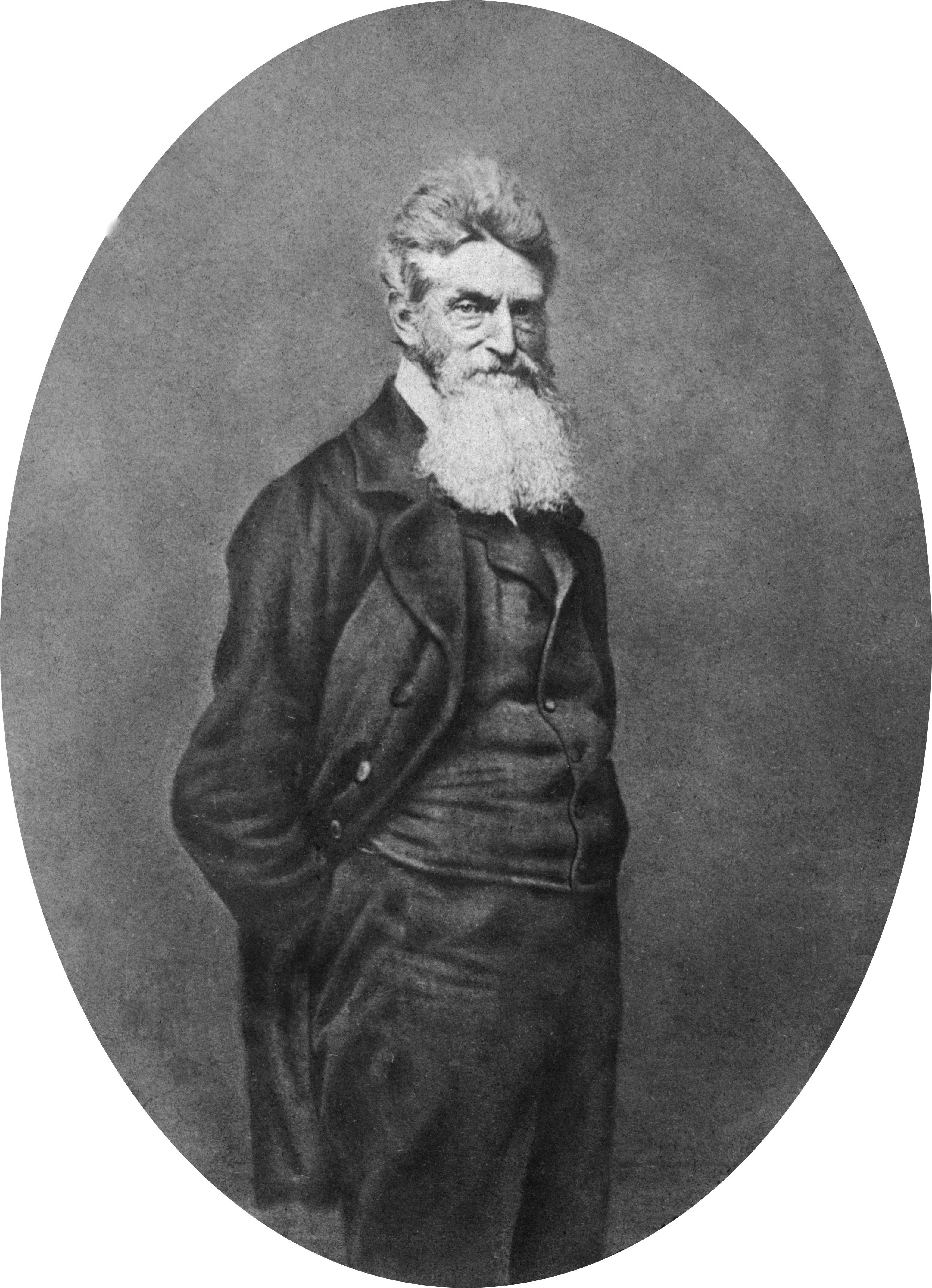
1859년의 존 브라운.

다음 달, 브라운은 우스터, 스프링필드, 뉴헤이븐, 시러큐스, 보스턴 등을 돌면서 돈을 모았다. 브라운은 보스턴에서 헨리 데이비드 소로우와 랄프 왈도 에머슨을 만났다. 브라운은 곳곳에서 약속은 많이 받았지만, 정작 돈은 별로 모으지 못했다. 3월에 뉴욕 시에서 브라운은 영국계 용병 휴 포브스를 소개받았다. 포브스는 1848년에 이탈리아에서 주세페 가리발디 군대와 싸운 바 있어 군사전술적 경험이 있는 사람이었다. 브라운은 부하들을 훈련시키고 전술 교범을 쓰게 할 목적으로 그를 고용했다. 그들은 그해 여름에 타보르에서 만나기로 약속했다.
넬슨 호킨스라는 가명으로 브라운은 북동부를 다니다가 오하이오주 허드슨의 가족들을 만나러 갔다. 8월 7일, 브라운은 타보르에 도착했다. 포브스는 이틀 뒤에 도착했다. 두 사람은 이후 몇 주에 걸쳐 남부의 노예제에 맞서 싸우기 위한 계획을 수립했는데, 그 과정에서 세부사항을 놓고 상당한 다툼이 있었다. 11월이 되자 그들의 병력은 캔자스로 떠났다. 한편 포브스는 임금을 제대로 받지 못했고, 브라운과 불화가 쌓였다. 그래서 결국 캔자스로 따라가지 않고 동부로 돌아가 버렸다. 얼마 뒤 포브스는 계획을 정부측에 누설할 것이라고 브라운을 협박했다.

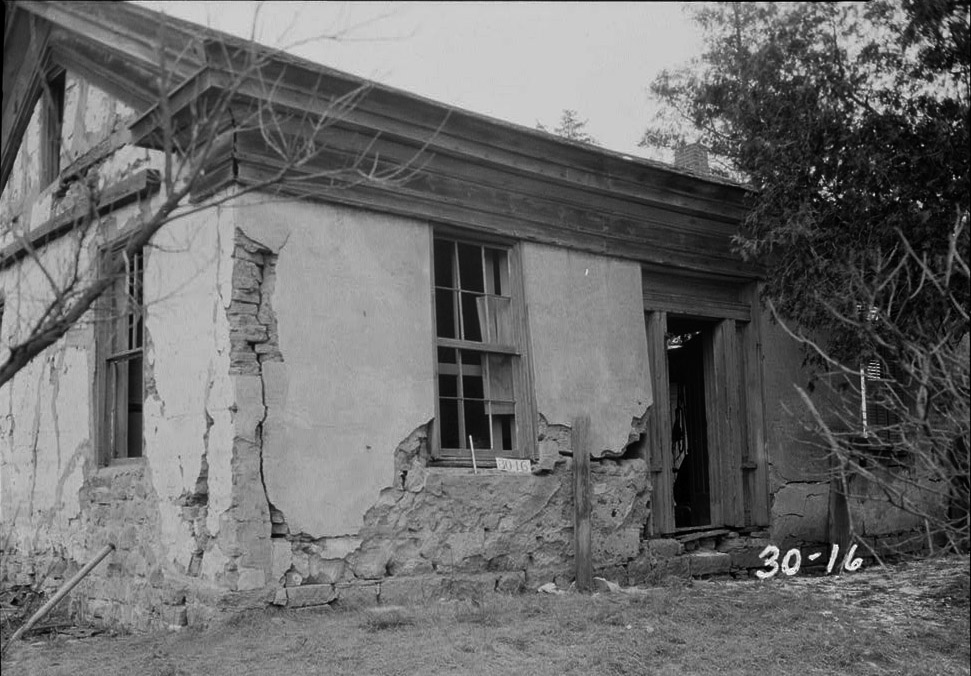
아이오와주 스프링데일의 윌리엄 맥슨의 집. 브라운 일당이 1857년 ~ 1859년 동안 거주했던 곳이다.

10월의 선거 결과 자유주 세력이 승리했고, 캔자스는 잠잠해졌다. 브라운은 부하들을 아이오와로 돌려보냈고, 거기서 자신의 버지니아 계획에 대한 단편적인 정보를 부하들에게 흘렸다. 1858년 1월, 브라운은 아이오와주 스프링데일의 부하들을 떠나 뉴욕주 로체스터의 프레더릭 더글러스를 만나러 갔다. 로체스터에서 브라운은 더글라스와 계획에 대해 토의하고, 포브스의 비난에 대하여 재고했다. 브라운은 침공할 지역에 만들어질 새 주 정부의 임시 헌법을 작성했다. 그 다음 브라운은 뉴욕주 피터보로와 보스턴으로 가서 ‘비밀의 6인’과 논의를 나누었다. 그들에게 보낸 편지에서 브라운은 “캔자스 작업”을 하기 위하여 사람을 모으고 무기를 갖추어 남부로 향할 것을 암시하고 있다.

#### 습격

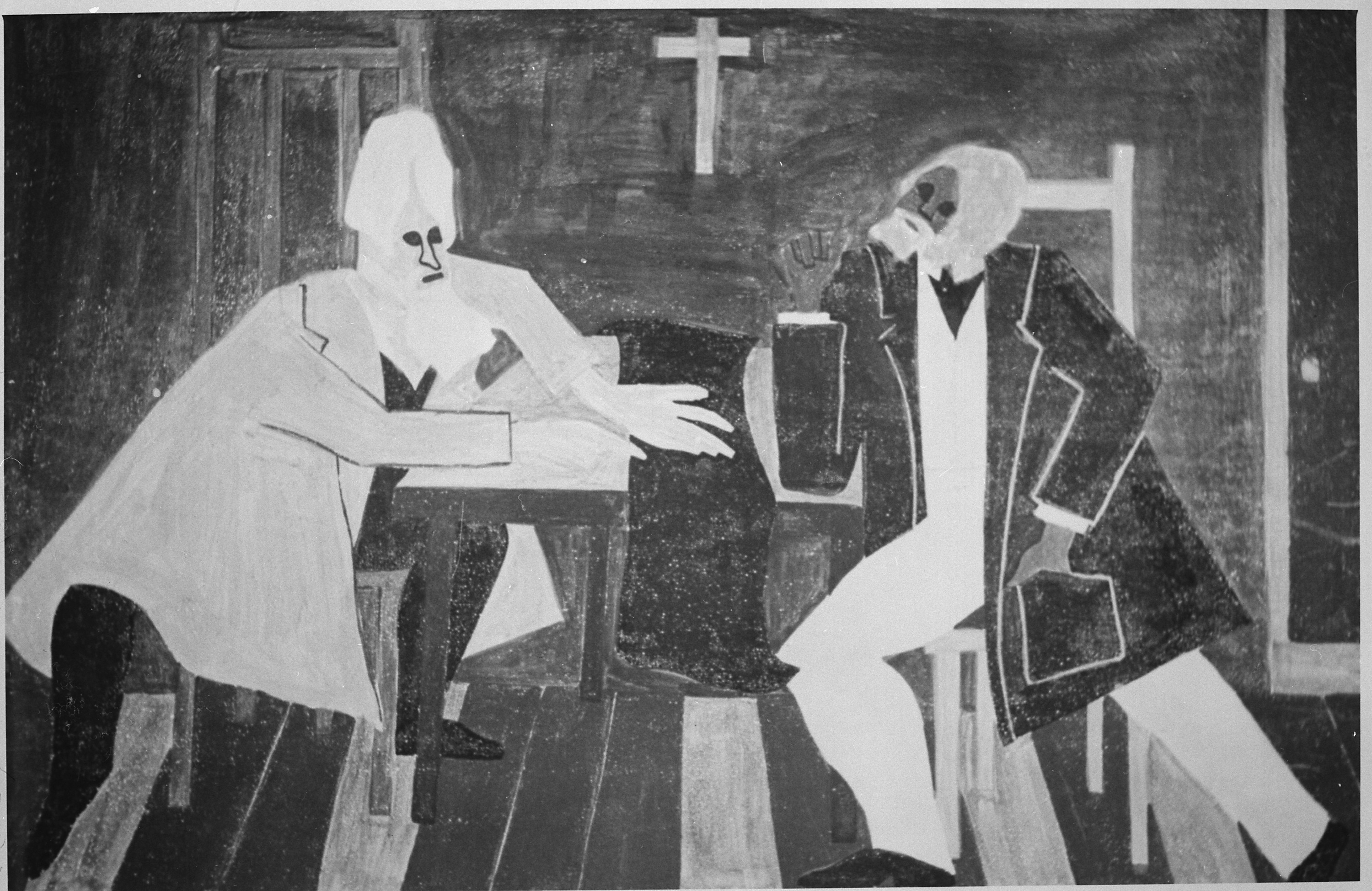
브라운의 계획에 반대하는 더글러스. 제이콥 로렌스 작.

브라운은 1859년 7월 3일에 하퍼즈페리에 도착했다. 며칠 뒤. 브라운은 아이작 스미스라는 이름으로 메릴랜드주의 농가를 하나 빌렸다. 브라운은 동지들을 기다렸지만, 기대하던 만큼의 수가 모이지 못했다. 8월 말, 브라운은 펜실베이니아주 챔스버그에서 더글러스를 마나 하퍼즈페리 계획을 털어놓았다. 더글러스는 계획의 가능성에 심대한 의문을 표했으며, 이 임무에 함께해 달라는 브라운의 간청을 묵살했다. 사실 더글러스는 브라운의 계획을 1859년 초부터 알고 있었으며, 흑인들이 이 무모한 계획에 참여하는 것을 막으려고 애썼다.
9월 말, 찰스 블레어가 보낸 파이크 950 개가 도착했다. 카기의 원 계획은 4,500 명의 1개 여단 병력을 동원하도록 되어 있었지만, 브라운에게는 21명밖에 없었다. 백인이 16명, 흑인이 5명이었다. 흑인 중 세 명은 자유인이었고, 한 명은 해방 노예였고, 나머지 한 명은 도망 노예였다. 가장 어린 이가 21살, 가장 늙은 이가 49살이었다. 그 중 열두 명은 캔자스에서 브라운과 함께했던 이들이었다.
1859년 10월 16일, 세 명을 후위로 남겨둔 브라운은 나머지 열여덟 명을 이끌고 하퍼즈페리 조병창을 공격했다. 브라운은 습격을 준비하면서 북부의 노예 제도 철폐론 단체에서 비처 바이블(.52 구경 후장식 샤프 라이플) 200 정과 파이크를 지원받았다. 조병창은 건물 여럿으로 이루어진 복합 단지였으며, 단지 내에 머스킷과 라이플을 합쳐 100,000 여 정이 저장되어 있었다. 브라운은 이 무기를 탈취하여 지역 노예들을 무장시키려고 계획했다. 그런 다음 진로를 남쪽으로 돌려, 가는 길의 대농장에서 노예들을 계속 해방시키면서 자기방어적인 싸움을 진행하려는 것이었다. 프레더릭 더글러스와 브라운의 가족이 증언한 바에 따르면, 브라운의 전략은 우선 버지니아 주의 노예 수를 대폭 감소시켜, 버지니아의 군들을 차례차례 붕괴시키다가, 운동의 불길을 남부로 옮겨붙여 노예 제도 옹호 주의 경제적 생존 가능성에 근본적 피해를 입힌다는 것이었다. 때문에 자기방어 및 운동의 진전을 위해서 폭력은 필수적이었지만, 브라운이 바라던 바는 유혈사태를 되도록 제한하고 최소화하는 것이었지, 되는 대로 노예 반란의 불씨를 피우고 다니는 것이 아니었다. 물론 남부의 시각에서 보았을 때는 노예를 무장시키는 그 어떤 행동은 모두 확정적 위협으로 받아들여졌을 것이다.
처음에는 습격이 잘 되는 것 같았다. 일당은 읍으로 들어가면서 아무런 저항도 받지 않았다. 전신 선을 끊고 감시원 한 명이 혼자 지키고 있던 조병창을 손쉽게 점거했다. 그런 다음 주변 농장에서 인질들을 잡아 왔는데, 인질 중에는 조지 워싱턴의 조카손자인 루이스 워싱턴도 있었다. 그리고 지역 노예들에게 해방의 날이 가까웠다는 소식을 알렸다. 볼티모어 앤드 오하이오 동향(東向) 철도가 읍에 들어오면서 일이 꼬이기 시작했다. 열차의 수하물 담당자가 승객들에게 읍의 상황에 대해 경고를 하려고 했고, 브라운의 부하가 그를 제지하려고 소리를 지르면서 총을 쏘았다. 수하물 담당자 헤이워드 셰퍼드는 존 브라운의 노예 제도와의 전쟁의 첫 희생자가 되었는데, 아이러니하게도 셰퍼드는 자유 흑인이었다. 습격 당시 인질들의 노예 두 명도 죽었다. 셰퍼드가 총에 맞아 죽자 무슨 이유에서인지 브라운은 기차가 그냥 떠나도록 내버려 두었다.
급행여객열차장 A. J. 펠프스가 볼티모어 앤드 오하이오 철도 운송 사장 W. P. 스미스에게 다음과 같이 전보를 쳤다.

1859년 10월 17일 오전 7시 05분, 모노카시.

본인 소관의 동향 급행열차가 오늘 아침 하버스페리에서 무장한 노예 제도 폐지론자들에 의해 정지당했음. 교량과 무기, 미합중국 연방 조병창을 점거 중임. 본인과 수하물계장이 피격당했으며, 유색인종 짐꾼 헤이워드가 관통상을 당하여 심각한 부상을 입었음. 총알이 왼쪽 어깨뼈 아래로 들어와 왼쪽 아래로 빠져나갔음.

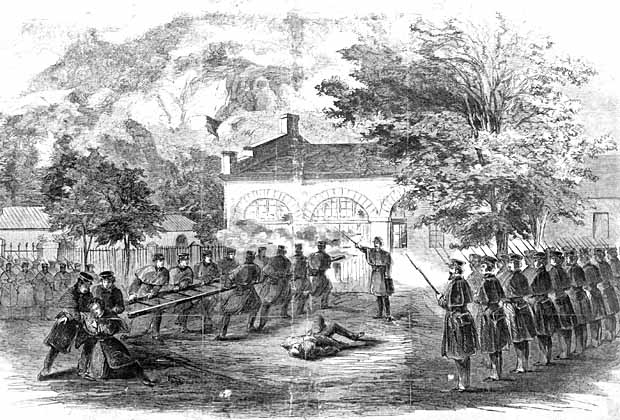
존 브라운의 ‘요새’를 공격하는 미 해병대.

Monocacy, 7.05 A. M., October 17, 1859. 

Express train bound east, under my charge, was stopped this morning at Harper's Ferry by armed abolitionists. They have possession of the bridge and the arms and armory of the United States. Myself and Baggage Master have been fired at, and Hayward, the colored porter, is wounded very severely, being shot through the body, the ball entering the body below the left shoulder blade and coming out under the left side.
습격 소식은 그날 아침 일찍 볼티모어에, 조금 늦은 아침이 되자 워싱턴까지 닿았다.
그 사이에 지역 농부, 상인들과 민병대가 읍내 뒤켠의 언덕에서 사격을 가하여 습격자들이 조병창 밖으로 꼼짝도 못하게 막았다. 그러다 지역 주민 몇이 브라운의 부하들의 반격으로 피탄당했다. 정오가 되자 민병대 1개 중대가 유일한 퇴로였던 다리를 차단했다. 그러자 브라운은 인질들과 그때까지 남아있던 습격자들을 조병창 입구의 작은 벽돌건물인 차고로 옮겼다. 문과 창문에 빗장을 지르고 벽돌벽에 사격용 구멍을 냈다. 차고를 포위한 자들이 탄막 사격을 가했고, 차고 안에서 산발적인 반격이 일었다. 브라운은 아들 왓슨과 다른 지지자들에게 백기를 들려서 내보냈으나, 성난 군중은 그들을 사살해 버렸다. 간헐적인 사격이 가해졌고, 브라운의 다른 아들 올리버가 부상을 입었다. 아들이 자신을 죽여서 고통을 덜어달라고 매달렸으나, 아버지는 “죽어야 한다면, 사나이답게 죽어라.”라며 거절했다. 올리버는 몇 분 뒤 죽었다. 이런 식으로 그날 내내 교전이 계속되었다.

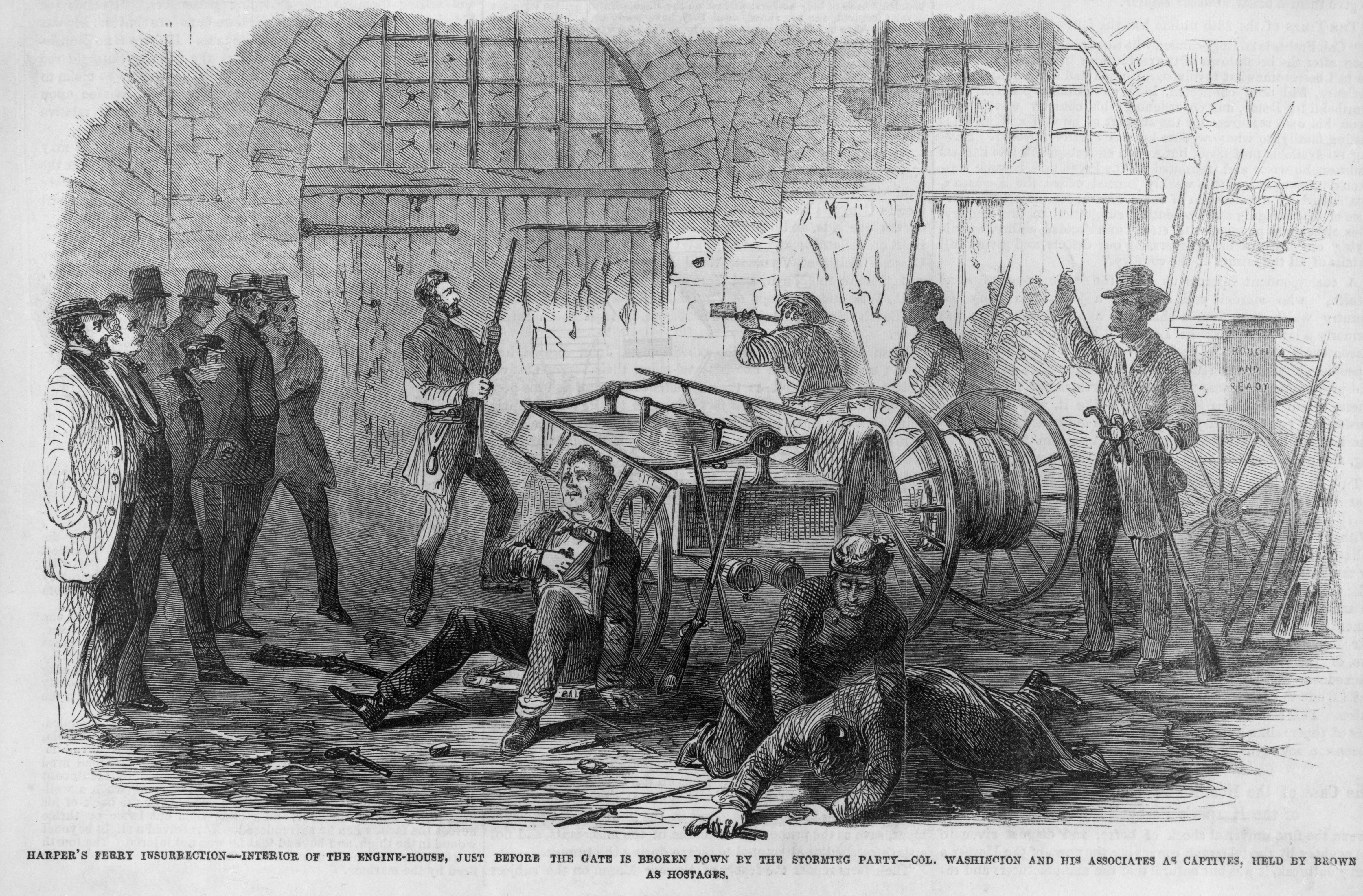
문이 박살나기 직전의 차고 안을 묘사한 그림.

10월 18일 아침이 되자 후일 존 브라운의 요새로 알려지게 되는 차고는 연방 육군 로버트 리 대령이 지휘하는 미 해병대 1개 중대에게 포위되었다. 젊은 육군 중위 젭 스튜어트가 백기를 들고 다가가서 습격자들에게 항복하면 살려줄 것이라고 설득했다. 브라운은 “아니, 난 차라리 여기서 죽겠다”라며 거절했다. 그러자 스튜어트가 신호를 보냈다. 해병대는 오함마와 급조 공성추를 사용하여 차고 문을 부수었다. 이스라엘 그린 중위가 브라운을 구석으로 몰아넣고 수 차례 두들겨 패서 머리에 부상을 입혔다. 3분 만에 브라운을 비롯한 생존자들은 모두 포로가 되었다. 브라운의 부하들은 4명을 죽이고 9명에게 부상을 입혔지만, 이쪽은 10명이 죽었다(브라운의 아들 왓슨과 올리버 포함). 브라운의 부하 중 5명은 탈출했고(브라운의 아들 오웬 포함), 7명은 브라운과 함께 포로로 잡혔다. 사살된 습격자 중에는 존 헨리 카기, 루이스 셰리던 리어리, 데인저필드 뉴비도 있었다. 포로로 잡힌 자 중 존 앤서니 코프랜드 주니어와 쉴즈 그린은 브라운과 함께 교수형당했다.
존 브라운의 습격자들 :
사망
| 존 앤더슨 제레미아 골드스미스 앤더슨(최후 요새 급습 때 사망) 올리버 브라운 왓슨 브라운 존 헨리 카기 루이스 셰리던 리어리 |  | 윌리엄 H. 리먼 데인저필드 뉴비 스튜어트 테일러(부상 악화로 사망) 도핀 톰슨(최후 요새 급습 때 사망) 윌리엄 톰슨(민병대에게 잡혀서 죽었음) |

1859년에 교수형
존 브라운
존 E. 쿡
존 앤서니 코프랜드 주니어
에드윈 카포크
쉴즈 그린
1860년에 교수형
앨버트 헤즐럿
애런 D. 스티븐스
미국 내전 와중에 사망
바클레이 카포크
찰스 플러머 티드
생존
오스본 페리 앤더슨
오웬 브라운
프랜시스 잭슨 미리암
석방
해방 노예 아이작 길버트와 그 처, 자식 셋

#### 구금 및 재판
브라운과 다른 이들은 포로가 되어 조병창 사무실에 구금되었다. 1859년 10월 18일, 버지니아 주지사 헨리 A. 와이즈, 버지니아 주상원의원 제임스 M. 메이슨, 오하이오주 대표자 자격의 클레멘트 벌랜디검이 하퍼즈페리에 도착했다. 메이슨은 브라운의 재판에 대해 세 시간 동안 질문을 주도했다.
브라운이 공격한 시설이 연방 정부 소유였지만, 와이즈는 브라운과 그 부하들을 하퍼즈페리 서쪽으로 불과 7 마일 떨어져 있는 찰스타운 군에서 재판할 것을 요구했다(연방 정부에 대한 북부의 압력이나 대통령 사면령이 내려지는 불의의 사태를 방지하기 위함으로 추측된다). 재판은 부상당한 존 브라운이 재판에 참여할 수 있다고 의사가 판정한 이후인 10월 27일에 시작되었다. 브라운은 백인 네 명과 흑인 한 명에 대한 살인죄, 노예 반란을 조장하려 한 공모죄, 버지니아 주에 대한 반역죄로 고발당했다. 로슨 봇츠, 토머스 C. 그린, 새뮤얼 클린턴, 조지 헨리 호이트 등 많은 변호사들이 선임되었지만, 오하이오 주는 10월 31일에 클리블랜드 출신의 하이럼 그리스왈드를 피고측 변호인으로 결정한다. 그리스왈드는 최후 변론에서 브라운은 버지니아 주의 주민도 아니고 버지니아 주에 충성할 의무도 없는데 반역죄의 혐의를 받는 것은 부당하며, 브라운이 개인 자격으로 죽인 사람은 한 명도 없으며, 브라운의 습격이 실패했다는 사실은 노예들과 공모하지 못했음을 의미한다고 주장했다. 기소자로서는 지방검사 앤드루 헌터가 최후 논고를 했다.
11월 2일, 1주일 동안의 공판과 45 분 간의 의결을 거쳐, 찰스타운 배심원단은 브라운이 세 가지 기소 사항에 대해 모두 유죄라고 결론을 내렸다. 브라운은 12월 2일에 공개 교수형에 처해질 것이라는 판결이 나왔다. 이 판결에 대해 랄프 왈도 에머슨은 “(존 브라운은) 교수대를 십자가와 같이 영광스럽게 만들 것이다”라고 논평했다. 브라운의 지지자들이 탈주를 시도할 것을 방지하기 위해 프랜시스 헨리 스미스 소장과 토머스 잭슨 소령(2년 뒤 ‘돌담벼락Stonewall’이라는 별명을 얻게 되는)이 인솔하는 버지니아 군사학교 생도들이 동원되었다.
감옥에 갇혀 있는 몇 개월 동안 브라운은 서신 교환이 허가되었다. 그 중에는 브라운이 캔자스에서 잡아 죽였던 셋의 아내이자 어머니인 마할라 도일이 보낸 편지도 있었다. 그녀는 다음과 같이 썼다. “비록 복수는 내 일이 아니지만, 당신의 사악한 행각이 하퍼즈페리에서 끝장났다는 소식을 듣게 되어 기쁘다는 것을 고백합니다….” 추신에는 다음과 같이 덧붙였다. “내가 당신에게 목숨을 구걸해 살아남았던 아들 존 도일은 이제 장성해서 당신이 처형되는 날 찰스타운에 가기를 학수고대하고 있습니다.”
캔자스 출신의 동료 사일러스 소울이 어찌저찌해서 감옥 안에 침투하여 브라운을 탈옥시켜 북부로 도망시키려고 시도했다. 하지만 브라운은 구출되는 것을 거부했다. 아마 브라운은 사일러스에게 59세나 먹은 자신은 이미 연방 당국의 추적을 피해 도주하면서 살기에는 너무 늙었으며, 순교자로서 죽을 준비가 되었다고 말한 것으로 생각된다. 결국 사일러스는 그대로 브라운을 떠났다. 브라운의 편지 중 대부분은 브라운 본인의 영성과 신념을 물씬 풍기고 있었으며, 북부에서 인쇄되자 남부 백인들에게 일제히 격노한 북부 지지자들을 모으게 된다. 12월 1일, 브라운의 아내가 기차 편으로 찰스타운에 도착하여 군 감옥에서 마지막 식사를 함께했다. 그녀는 남편과 마지막 하룻밤을 함께 보내게 해달라고 했으나 거부당했다.

#### 빅토르 위고의 반응
프랑스 제2제국 정부에 밉보여서 프랑스 해외로 망명하여 건지섬 등지를 전전하고 있던 빅토르 위고는 존 브라운을 선처해 줄것을 촉구했다. 위고의 공개 서한은 《애틀랜틱》에 양면짜리로 실렸다. 위고는 이 글을 건지섬의 자택인 오트빌 하우스에서 1859년 12월 2일에 썼는데, 여기서 내전의 발발 가능성을 경고하고 있다.
| “ | [전략] 정치적으로 말해 보건대, 존 브라운을 죽이는 것은 돌이킬 수 없는 죄악이다. 그로 인해 연방에 내재되어 있던 균열이 드러날 것이고, 종래에는 대혼란이 일어날 것이다. 브라운의 몸부림으로 인해 당장은 버지니아 주의 노예 제도가 강화될지 몰라도, 결국은 미국 전체의 민주주의를 뒤흔들게 될 것임에 틀림없다. 부끄러운 줄을 아시라. 그렇지 않으면 그대들 스스로 그대들의 영광을 쇠하게 하리라. 도덕적으로 말해 보건대, 자유에 의해 해방이 암살됨을 누구든 보게 될 그 날, 인간 존재의 빛이 꺼져 버리고, 정의와 불의에 대한 관념이 어둠 속으로 숨어버릴 것이다. [하략] 미국인들이 이것을 숙고했으면 한다. 카인이 아벨을 죽이는 것보다 더 공포스러운 일이 있으매, 그것은 바로 워싱턴이 스파르타쿠스를 죽이는 일이라는 것을 말이다. | ” |

### 죽음, 그리고

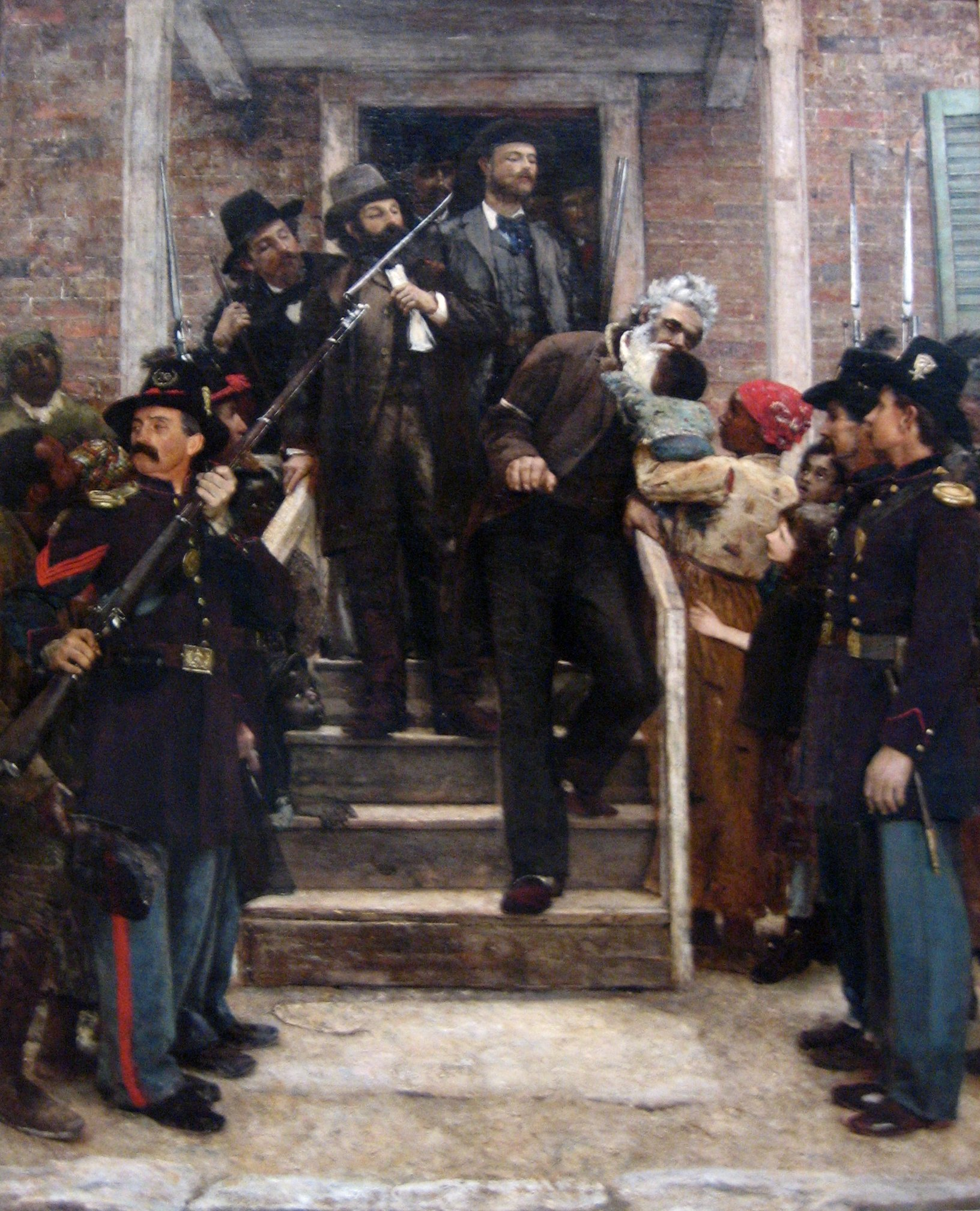
《존 브라운의 마지막 순간》,
토머스 호벤덴 작.

12월 2일 아침, 브라운은 다음과 같이 썼다.
“나 존 브라운은 이제 이 죄 많은 나라가 저지른 범죄는 피로 씻어내지 않는 이상 지울 길이 없음을 확신한다. 지금 와서 생각해 보건대, 나는 마땅히 뿌려야 할 피를 충분히 뿌리지 않고 헛되이 자만하고 있었던 것이다.”
I, John Brown, am now quite certain that the crimes of this guilty land will never be purged away but with blood. I had, as I now think, vainly flattered myself that without very much bloodshed it might be done.
그는 자신의 성서를 읽고, 유언을 포함한 마지막 편지를 아내에게 썼다. 오전 11시 정각, 브라운은 군 감옥에서 호송되어 나왔다. 몇 블록 떨어진 작은 풀밭에 교수대가 서 있었으며, 옆으로 2천 명의 군인들이 무리를 짓고 있었다. 군인들 사이에는 장차 남부맹방의 장군이 되는 스톤월 잭슨과, 굳이 처형을 보고 싶어서 군복을 빌려 입고 나온 존 윌크스 부스가 있었다. 시인 월트 휘트먼은 〈유성의 해〉에서 이 처형을 묘사했다.
보안관과 그 조수들이 브라운과 동행했지만, 브라운이 노예 제도에 찬성하는 성직자 따위는 필요없다며 거부했기 때문에 목사는 동행하지 않았다. 당시 근교 지역은 사실상의 집단 광기 상태에 빠져 있었고, 기자를 비롯한 북부인들은 일찌감치 쫓겨나 버렸다. 때문에 만약 노예 제도에 반대하는 성직자가 있어서 브라운을 방문하려 한다 했더라도, 그 안전을 보장할 수 없었을 것이다. 브라운은 감옥에서고 교수대에서고 종교적 의식을 행하지 않겠다고 선언했다. 존 브라운은 오전 11시 15분에 목이 매달렸으며, 11시 50분에 사망이 확인되었다. 시체는 올가미에 목이 졸린 그대로 목제 관에 들어갔다. 그 뒤 관짝을 실은 기차가 버지니아에서 브라운 가족이 사는 뉴욕을 향해 출발했다. 북부에서는 상당한 규모의 기념 운동이 행해졌다. 교회 종이 울렸으며, 조포(弔砲)가 쏘아졌다. 랄프 왈도 에머슨과 헨리 데이비드 소로우 등 유명한 작가들이 동참하여 브라운을 기렸다.
존 브라운은 뉴욕주 레이크플래시드 교외 노스엘바의 존 브라운 농장에 묻혔다. 농장과 무덤은 Old Military Road 근처에 위치해 있다. 브라운의 곁에는 두 아들 올리버 브라운 보관됨 2013-04-13 - 웨이백 머신 과 왓슨 브라운 보관됨 2013-04-13 - 웨이백 머신 도 묻혀 있다.

#### 상원 조사위원회
1859년, 미합중국 상원은 하퍼즈페리 습격 자체 및 브라운 일당에게 무기, 탄약, 자금을 지원한 민간인이 있는지 여부를 조사하기 위한 양당 위원회를 결성했다. 민주당 측에서는 공화당이 사건에 연루되었음을 입증하려고 했고. 공화당 측에서는 자신들이 브라운과 그의 행동과 무관함을 피력했다.
상원 위원회는 32명의 증인에게서 증언을 채록했다. 위원장 제임스 M. 메이슨이 작성한 보고서는 1860년 6월에 출판되었는데, 메이슨은 버지니아주 출신의 노예 제도 옹호파 정치인이었다. 보고서는 사건 공모의 직접적 증거는 찾을 수 없다고 써 놓았지만, 습격이 공화당의 정책에 원인이 있다고 은연중에 암시하고 있다. 공화당 소속의 위원 두 명이 반대 의견서를 제출했지만, 이것 역시 브라운의 행위의 본질을 명확히 밝히기보다는 북부에 대한 비난을 회피하는 데 더 신경을 쓰고 있다. 에이브러햄 링컨 역시 습격 사건과의 일체의 연관성을 부정했다. 링컨은 브라운을 “미친 놈”이라고 불렀다.
조사 분위기는 상하원 양원 모두 긴장이 팽팽했다. 어느 상원의원은 아내에게 편지쓰기를, “양측 의원들이 거의 치명적인 무기로 무장한 듯 하며, 그 지지자들은 참관석에 무장을 하고 앉아 있”다고 묘사하였다. 가열찬 모욕이 몇 번 오간 뒤, 미시시피 지역구 의원이 펜실베이니아 지역구 의원 새디어스 스티븐스를 보위 나이프로 피습했으나, 스티븐스의 지지자들이 막아 싸움은 저지되었다.
상원 위원회는 폭력 사태를 부추길 것을 우려하여, 브라운의 후원자로 지목된 새뮤얼 하우와 조지 스티언스에게 매우 조심스럽게 질문했다. 후일 하우와 스티언스는 회고하기를 자신들이 연루되지 않았음을 정직하게 밝힐 수 있는 분위기에서 질의가 진행되었다고 밝혔다. 미국 내전사학자 제임스 맥피어슨은 “그러나 역사학자가 그들의 증언을 살펴보면, 그들이 수많은 거짓말을 했다는 것을 확신할 수 있다”고 언급했다.

#### 조병창 습격의 여파

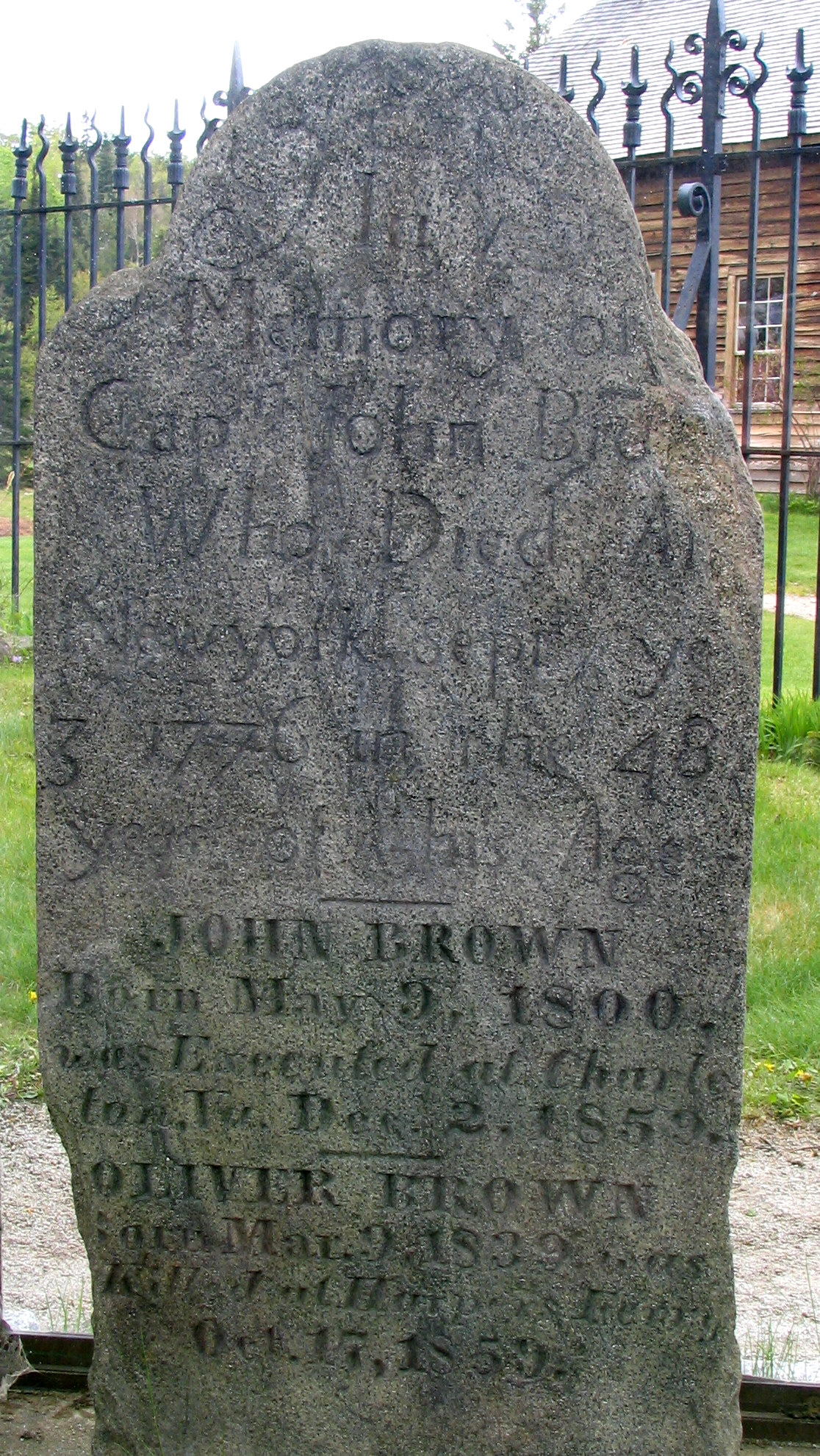
뉴욕주 노스엘바, 존 브라운의 묘비.

일반적으로, 하퍼즈페리 습격은 미국 내전으로 향하는 단초 중 하나가 되었다고 인식되고 있다. 처음에 수백 명의 노예 제도 폐지론자들이 연루되었다는 소식을 들었던 남부의 노예농장주들은 실제 규모가 크지 않은 데 안심했다. 하지만 이내 그들은 또다른 노예 제도 폐지론자가 브라운을 모방하여 노예 반란을 일으키려 하지 않을지 공포에 떨게 되었다. 때문에 남부는 노후한 민병대 체계를 재조직하게 되었다. 1861년쯤 완전히 자리를 잡은 민병대는 이후 남부맹방 군대에 편입됨으로써, 남부가 전쟁을 대비하기 용이하게 되었다.
남부의 민주당원들은 브라운의 습격이 노예 제도 폐지론자들과 연루된 공화당의 정책 기조로 인한 불가피한 사건이라고 비난했다. 공화당의 정치적 반응 및 논평은 다가오던 1860년 11월 선거를 고려하여 철저히 존 브라운과 거리룰 두고자 하였으며, 습격 사건을 규탄하고 브라운을 미친 광신자라고 매도하였다. 이렇듯 브라운의 습격은 정국을 양극화시키게 되었다.
“브라운의 습격은 훌륭하게 성공했다. 그 사건은 이미 깨지기 쉬운 상태였던 반대파와 공화당 간의 연정 상태에 쐐기를 처박았다. 그리고 사회 부분 간의 양극화를 심화시킴으로써 곧이어 민주당과 연방을 찢어발기게 되었다.”
북부의 많은 노예 제도 폐지론자들은 브라운을 국가의 죄악을 짊어지고 희생한 순교자라고 보았다. 습격 직후 윌리엄 로이드 게리슨은 《레버레이터》 칼럼에서 브라운의 습격을 “의도는 좋았으나 애석하게도 잘못 이끌어”졌으며 “그 진취성은 이와 같이 거칠고 헛되었다”라고 평했다. 하지만 게리슨은 남부고 북부고 브라운을 폄하하려는 신문들에 맞서 브라운을 변호했으며, 미국 독립 혁명의 정신을 따르는 자라면 브라운의 습격을 지속적으로 반대하지는 못할 것이라고 주장했다. 게리슨은 브라운이 교수형을 당하던 당일 보스턴에서 연설하면서 이 요지를 반복했으며, “언제 시작될지는 알 수 없지만, 모든 노예 반란이 성공하기를 기원하지 않을 수 없다”는 말을 덧붙였다.
1859년 12월 22일, 존 그린리프 휘티어가 브라운을 찬양하는 시 〈오사와토미의 브라운〉을 발표했다.
내전 종전 후, 흑인 지도자 프레더릭 더글러스는 다음과 같이 썼다. “내 인종으로 인한 그의 열성은 나의 그것보다도 훨씬 더 위대하였다. 나의 가느다란 빛살과 비교했을 때, 그는 불타는 태양과 같았다. 나의 신념은 시대에 속박되어 있었지만, 그는 끝없는 영원의 해안가까지 뻗어나갔다. 나는 노예들을 위해 살았지만, 그는 노예들을 위해 죽었다.”

## 같이 보기
- 남북 전쟁의 원인
- 공화당 급진파

## 참고 자료
2차 자료
- Barney, William L. "Brown, John." The Civil War and Reconstruction: A Student Companion. New York: Oxford University Press, Inc., 2001.
- Ken Chowder, "The Father of American Terrorism." American Heritage (2000) 51(1): pp 81+; online version
- DeCaro, Louis A. Jr. "Fire from the Midst of You": A Religious Life of John Brown (2002)
- W. E. B. Du Bois John Brown (ISBN 0-679-78353-9) (1909).
- Finkelman, Paul, ed. His Soul Goes Marching On: Responses to John Brown and the Harpers Ferry Raid (1995)
- Furnas, J. C. The Road to Harpers Ferry. New York, William Sloane Associates, 1959
- Goodrich, Thomas War to the Knife: Bleeding Kansas, 1854–1861 (1998).
- Hotchkiss, Jed. "John Brown's Raid." The Confederate Military History. Oct. 27, 2009.John Brown's Raid 보관됨 2010-03-10 - 웨이백 머신
- Malin, James. John Brown & the Legend of Fifty-Six (1942), the most influential scholarly attack on Brown (ISBN 0-8383-1021-4)
- McGlone, Robert E. John Brown's War against Slavery. Cambridge, CUP, 2009.
- Nevins, Allan. Ordeal of the Union. 2 vols. (1947), in depth scholarly history.
- Nichols, Roy F. "The Kansas-Nebraska Act: A Century of Historiography." Mississippi Valley Historical Review 43 (September 1956): 187–212. in JSTOR
- Nudelman, Franny, John Brown's Body: Slavery, Violence, and the Culture of War (2004).
- Oates, Stephen B. To Purge This Land With Blood: A Biography of John Brown (1970).
- Oates, Stephen B. Our Fiery Trial: Abraham Lincoln, John Brown, and the Civil War Era (1979)
- Peterson, Merrill D. (2002): John Brown: The Legend Revisited (ISBN 0-8139-2132-5), how history has treated Brown
- Potter, David M. The Impending Crisis, 1848–1861 (1976), Pulitzer prize; scholarly national history
- Renehan, Edward J. The Secret Six: The True Tale of the Men Who Conspired with John Brown. 1995.
- Reynolds, David S. (2005): John Brown, Abolitionist: The Man Who Killed Slavery, Sparked the Civil War, and Seeded Civil Rights (2005) a favorable biography; says (p. 8): "My stand on some key issues is: (a) Brown was not insane; instead, he was a deeply religious, flawed, yet ultimately noble reformer; (b) the Pottawatomie affair was indeed a crime, but it was a war crime committed against proslavery settlers by a man who saw slavery as an unprovoked war of one race against another; and (c) neither Brown's provisional constitution nor the Harpers Ferry raid were wild-eyed, erratic schemes doomed to failure; instead, they reflect Brown's overconfidence in whites' ability to rise above racism and in blacks' willingness to rise up in armed insurrection against their masters."
- Rodriguez, Junius P., ed. Encyclopedia of Slave Resistance and Rebellion. Westport, CT: Greenwood, 2006.
- Otto Scott, The Secret Six: John Brown and The Abolitionist Movement (1979).
- SenGupta, Gunja. “Bleeding Kansas: A Review Essay.” Kansas History 24 (Winter 2001/2002): 318–341.
- Villard, Oswald Garrison, John Brown 1800–1859: A Biography Fifty Years After (1910). full text online

1차 자료
- Louis Ruchames, ed. A John Brown Reader: The Story of John Brown in His Own Words, in the Words of Those who Knew Him (1959)
- Franklin Sanborn (ed.) (1891): The Life and Letters of John Brown
- DeCaro, Louis A. Jr. John Brown—The Cost of Freedom: Selections from His Life & Letters (New York: International Publishers, 2007)
- Henry David Thoreau (1859): A Plea for Captain John Brown
- Andrew Johnson (1859): What John Brown Did in Kansas (December 12, 1859): a speech to the United States House of Representatives, December 12, 1859. Originally published in The Congressional Globe, The Official Proceedings of Congress, Published by John C. Rives, Washington, D. C. Thirty-Sixth Congress, 1st Session, New Series...No. 7, Tuesday, December 13, 1859, pages 105–106. Retrieved May 16, 2005.

인터넷 자료
- "John Brown, the good 'fanatic'" by Clinton Cox (2009)
- "John Brown's body and blood" 보관됨 2009-09-30 - 웨이백 머신 by Ari Kelman: a review in the TLS, February 14, 2007.
- John Brown Museum State Historic Site Osawatomie, Kansas
- What John Brown Did In Kansas Battle of Osawatomie, 1856
- John Brown, Abolitionist, by David Reynolds, 2005 보관됨 2006-08-18 - 웨이백 머신
- West Virginia Archives and History
- Project Gutenberg: John Brown's Body (1928) (full text)
- John Brown, by Edwin Arlington Robinson, 1921

역사 소설 등 창작물
- Olds, Bruce. Raising Holy Hell (1995).
- Banks, Russell. Cloudsplitter (1998).
- Ehrlich, Leonard. God's Angry Man (1932).
- Bisson,Terry Fire on the Mountain (1988)
- George Macdonald Fraser "Flashman and the Angel of the Lord" (1994)
- Rinaldi, Ann. Mine Eyes Have Seen. (1997)
- Cliff, Michelle. Free Enterprise. (1993)
- Brooks, Geraldine. March: A Love Story in a Time of War (2006)
- Flint, Eric. "1824: The Arkansas War" (2006)
- Santa Fe Trail (film). (1940)
- Summers, Kevin G. "His Soul Goes Marching On" in Tales of Moreauvia, Issue One (2008).
- Pulitzer Prize for Poetry, 1929: Stephen Vincent Benet, John Brown's Body
- John Brown's Body (originally known as "John Brown's Song"), Union marching song of the American Civil War.
- Robinson, Edwin Arlington. John Brown. (1921)